# Oulunsalo
Oulunsalo este o fostă comună din Finlanda.